# Магнезий
Магнезият е химичен елемент, алкалоземен метал от група 2, с означение Mg, атомен номер 12 и атомна маса 24,3050 u.

## История
Минерали, съдържащи Mg са използвани от Каменната епоха. Нефритът е използван за направата на едни от първите сечива. Названието магнезий произлиза от минерала магнезит, кръстен на гръцкия град Магнезия. Това име е известно от 3 век пр.н.е.
Откритието на магнезия е свързано с изучаването на състава на минералната вода. През 1695 г., в опитите си да открие философският камък, английският лекар Крю получава след изпарение на минерална вода сол с горчив вкус и разхлабващо действие, поради което била наречена английска сол. През 1808 г. Хъмфли Дейви получава магнезиева амалгама от MgSO4·7H2O, която нарича магнезия. Чист метал е получен за пръв път от френския учен Бюси при редукция на MgCl2 с Ca.

## Разпространение
Като активен метал, магнезият не се среща в свободно състояние, а само под формата на минерали или като йон в минералните води. Магнезият е седмият по разпространение елемент в земната кора с 2,3%. Около една седма от всички известни минерали съдържат Mg. Най-разпространени са минералите магнезит (MgCO3), доломит (MgO·CaO), карналит, оливин, авгин, талк (MgSiO4) и азбест. Морската вода съдържа 0,13% разтворени Mg2+, които придават горчив вкус.

## Физични свойства
Магнезият е сребрист на цвят, топло- и електропроводим, с ниска твърдост и метален блясък. Лек метал е с плътност 1,74 g/cm³. Той има ниско сечение на залавяне на топлинни неутрони, поради което се използва в сплави за облицовка на ядрените реактори.

### Изотопи
Природният магнезий е смес от три стабилни изотопа – 24Mg (78,99%), 25Mg (10%), 26Mg (11,01%), получени при термоядреното горене на въглерода. Известни са 20 радиоактивни изотопа с период на полуразпад между ден и части от секундата.

## Химични свойства
Магнезият е алкалоземен метал от трети период, с хексагонална сингония. На въздух се покрива с тънък и плътен защитен слой MgO, който на влага се превръща в магнезиев дихидроксид. При загряване над 350° C оксидният слой не предпазва метала от последващо окисление. Близо до температурата на топене се запалва и изгаря с ярък пламък.
При нагряване реагира с водата, отделяйки водород:
{\displaystyle {\ce {Mg + 2H2O -> Mg(OH)2 + H2}}}
Редуцира въглеродния диоксид:
{\displaystyle {\ce {2Mg + CO2 -> 2MgO + C}}}
Взаимодейства с неметали и киселини:
{\displaystyle {\ce {2Mg + O2 -> 2MgO}}}
{\displaystyle {\ce {Mg + Cl2 -> MgCl2}}}
{\displaystyle {\ce {Mg + 2HCl -> MgCl2 + H2}}}
Не се разтваря във флуороводородна киселина, концентрирана сярна киселина и в смес от сярна и азотна киселина.

## Съединения
Химичната връзка в магнезиевите съединения е частично ковалентна, частично йонна.

### Халогениди
Халогенидите се получават при пряко взаимодействие на метала с халогена. Всички те са бели йоннокристални вещества, кристализиращи с 6 молекули вода – MgCl2·6H2O. Магнезиевият хлорид хидролизира:
{\displaystyle {\ce {2MgCl2 + H2O -> Mg2OCl2 + 2HCl}}}
Безводен хлорид може да се получи при пропускане на хлор през смес от MgO и въглен или при нагряване на NH4Cl·MgCl2·6H2O.

### Оксид и хидроксид
MgO се получава при термично разлагане на MgCO3. Той има йонен строеж, висока температура на топене и кристализира в кубична сингония, тип NaCl.
Mg(OH)2 е твърдо, бяло кристално вещество с основен характер. Не се разтваря напълно във вода:
{\displaystyle {\ce {Mg^2+ + 2OH^- <=> Mg(OH)2}}}

### Соли
MgCO3 в зависимост от pH образува смесен карбонат от вида MgCO3·Mg(OH)x·H2O, който в кисела среда хидролизира до Mg(HCO3)2. Карбонатът придава твърдост на водата.
MgSO4·7H2O се използва в медицината като разхлабително средство под името английска сол.
Mg(ClO4)2 се използва като сушител на газове.

### Други съединения
MgH2 е полимерен и прилича на BeH2. Над 1000° C дава MgC2, MgSi, Mg2N3 и MgSn.
Mg2+ се съдържа в порфириновия пръстен на хлорофила.

### Металоорганична химия
Гриняровите реактиви, RMgX, са изследвани и получени за първи път от Виктор Гриняр, за което той получава Нобелова награда за химия през 1912 г.

## Производство

### Добив
| Държава   | 2010 добив (тона) |
| --------- | ----------------- |
| Китай     | 650 000           |
| Русия     | 40 000            |
| Израел    | 30 000            |
| Казахстан | 20 000            |
| Бразилия  | 16 000            |
| Украйна   | 2000              |
| Сърбия    | 2000              |

Магнезият се добива пирометалургично от доломит:
{\displaystyle {\ce {2MgO.CaO + FeSi -> 2Mg + Ca2SiO4 + Fe}}}.
Полученият магнезий сублимира при понижено налягане.
Друг метод за промишлено получаване на метала е електролиза на стопилка на MgCl2 от карналит или морска вода.

## Приложение
Основното приложение на магнезия е сплавянето му с алуминий и цинк. В чугунената и стоманената промишленост се добавя в малко количество към белия чугун. Смесен с варовик и други пълнители, се добавя при топенето на желязо, за да подобри устойчивостта му на сяра и кислород. В металургията се използва и при производството на някои метали като титан, цирконий, хафний, уран.
Магнезиев прах с окисляващи добавки (бариев нитрат, калиев перманганат, натриев хипохлорит, калиев хлорат и др.) се е използвал в миналото за т. нар. магнезиеви светкавици.

## Биологични ефекти
Изключително важен елемент за фотосинтезата при растенията, тъй като влиза в структурата на молекулата на хлорофила. При човека магнезият е нужен за енергопроизвеждането в клетките и ускорява метаболизма.
Магнезият е важен елемент за много от функциите в организма. Неговата основна роля обаче е да се грижи за равновесието на нервната и мускулната система. За да избегнете умората и стреса, не трябва да лишавате тялото си от магнезий.
Магнезият е четвъртият най-разпространен минерал в тялото, който участва в повечето телесни процеси. Той се съдържа най-вече в костите и дефицитът му води до нежелани невромускулни, сърдечни, нервни и други хронични заболявания
Общо, в тялото има около 25 g от този елемент. 60% от тях са в костите, една четвърт – в мускулите. Останалото се разпределя поравно в мозъка и другите ключови органи като сърцето, черния дроб и бъбреците.
Магнезият помага при разпределянето на сигналите на нервните клетки, при производството на белтъчини и за регулиране на сърдечния ритъм.
Освен това магнезият регулира работата на стомашно-чревния тракт и именно по тази причина магнезий се препоръчва за бебета, които страдат от колики.
Други хора, които се нуждаят от повече магнезий, са бременните жени, кърмачките и възрастните хора. Хора, изложени под риск от магнезиев дефицит, са и такива със стомашно-чревни заболявания, диабет, панкреатит, бъбречна недостатъчност. Някои ежедневни навици, като прекомерни количества кофеин и алкохол и прекаляване със солта, също могат да са причина за дефицит. При физическа активност също трябва да се приема достатъчно магнезий, защото при потенето се отделя значително количество от него.
Тъй като тялото няма запаси от магнезий, трябва ежедневно да се приемат храни, богати на това вещество.
Повечето растения, включително и ядките, съдържат магнезий. Зърнените храни, зеленчуците и сушените плодове също дават достатъчно от това вещество.
Ежедневно трябва да се консумират зърнени храни и 4 – 5 плода. За да набавите необходимото седмично количество магнезий, е достатъчно да добавите към менюто си два пъти седмично сурови зеленчуци и парче черен шоколад.